# Donja Banda
Donja Banda je vesnice v opčině Orebić v Chorvatsku, v Dubrovnicko-neretvanské župě. V roce 2001 měla 170 obyvatel a 72 domů. Je tvořena sedmi místními částmi - osadami.

## Poloha
Je situována v centrální části vnitrozemí poloostrova Pelješac při hlavní silnici D 414 od Stonu směrem na Orebić.

## Místní části
- Prizdrina
- Zakamenje
- Županje selo
- Zakotorac
- Golubinica
- Košarni Do
- Zagruda

## Ekonomika
Obyvatelé se zabývají zemědělstvím a pěstování vína odrůdy Plavac mali, která produkuje nejkvalitnější vína chráněného zeměpisného původu Dingač, Postup a Plavac. V obci působí zemědělské družstvo Postup.

## Galerie

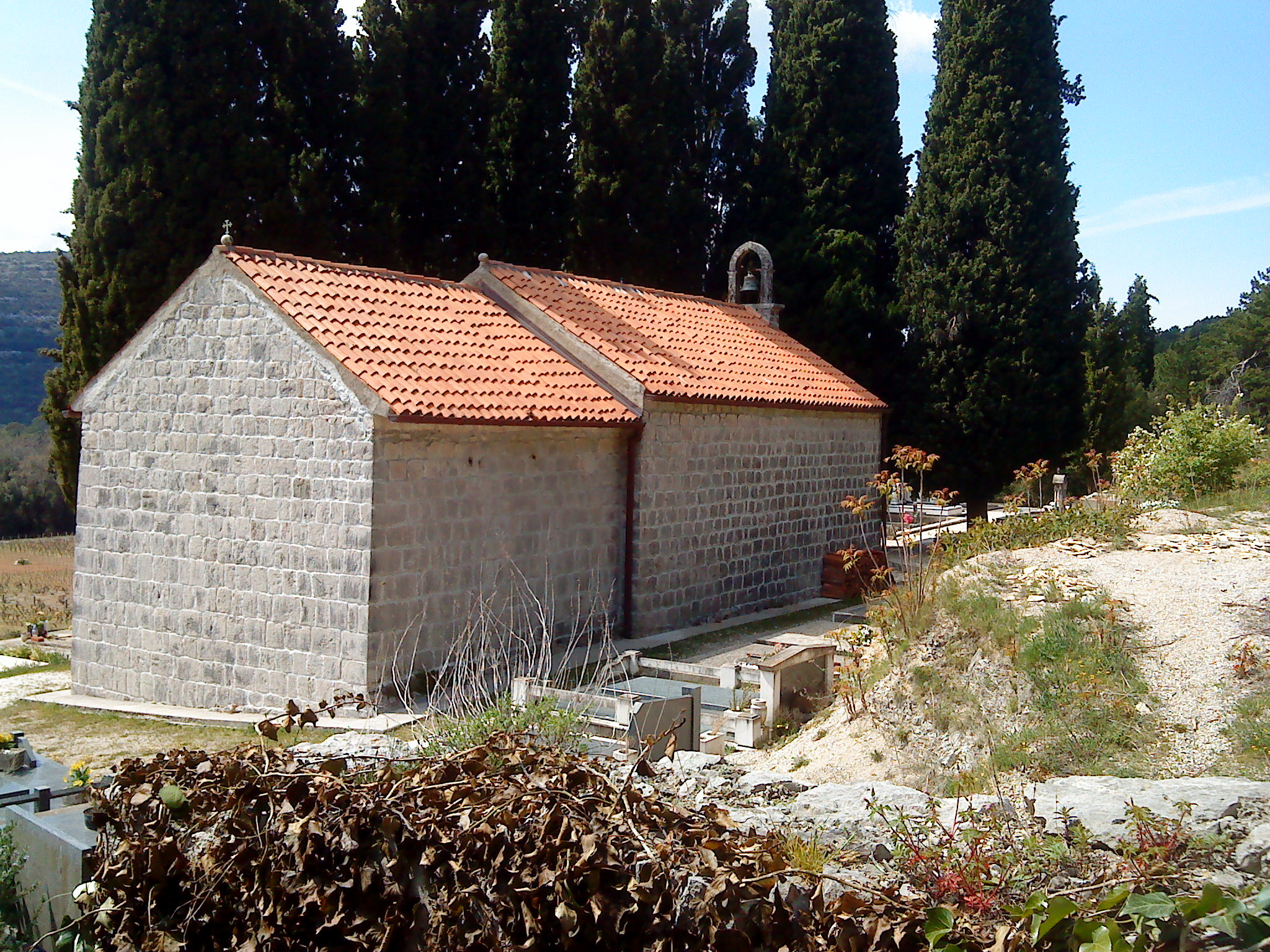
Kaple sv. Jana Křtitele, Prizdrina
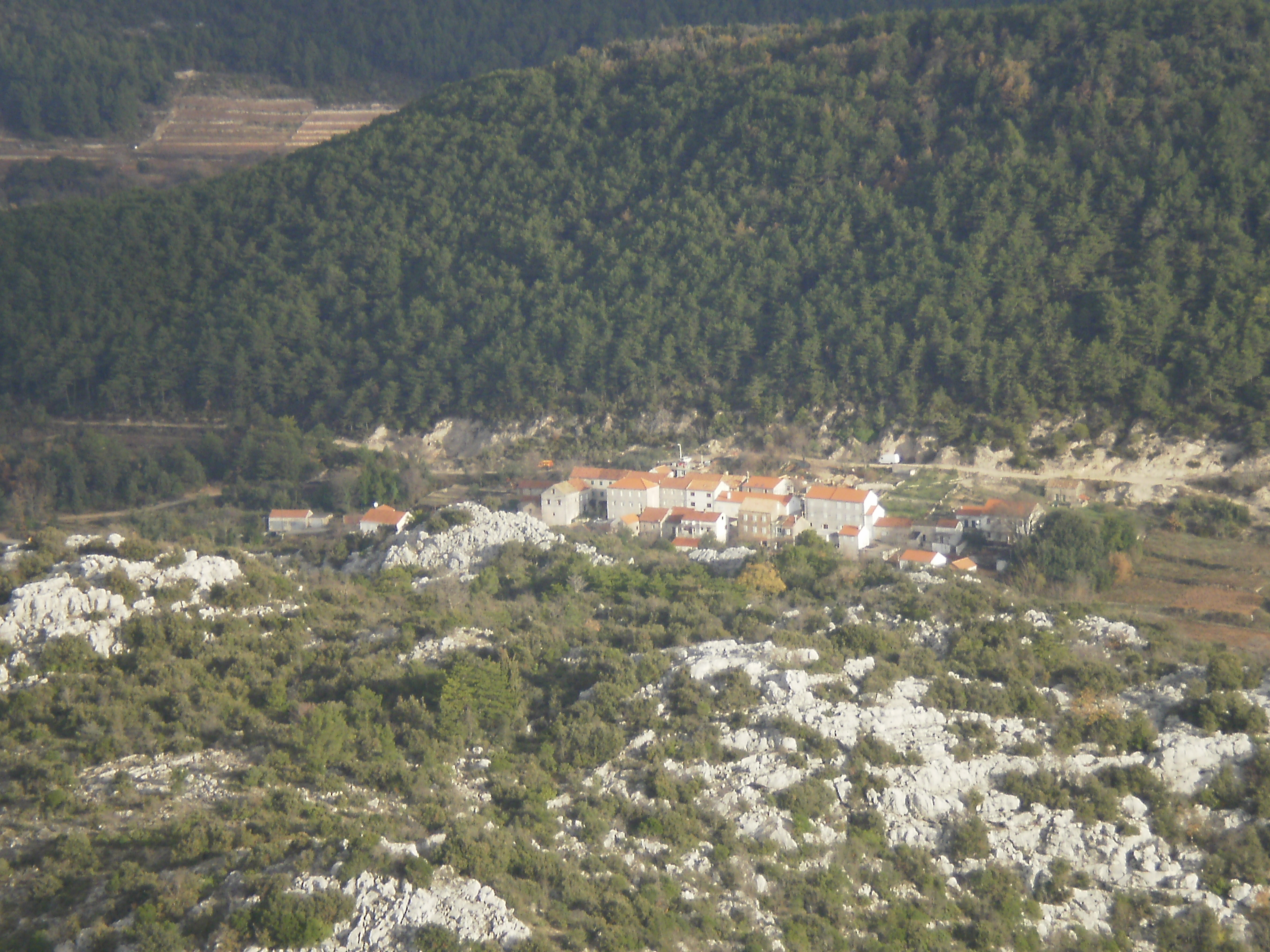
Prizdrina
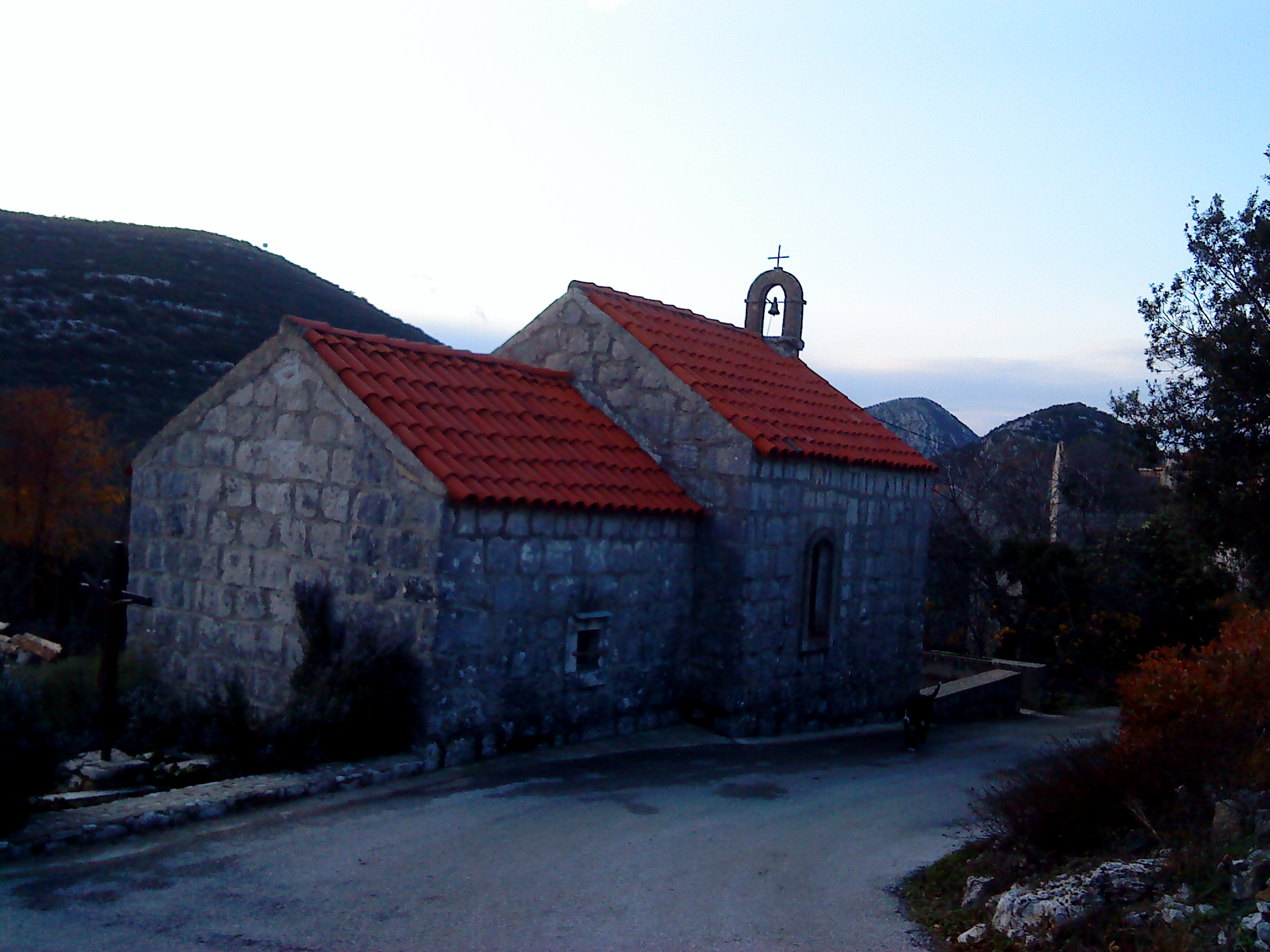
Kostel Neposkvrněného početí, Zakamenje
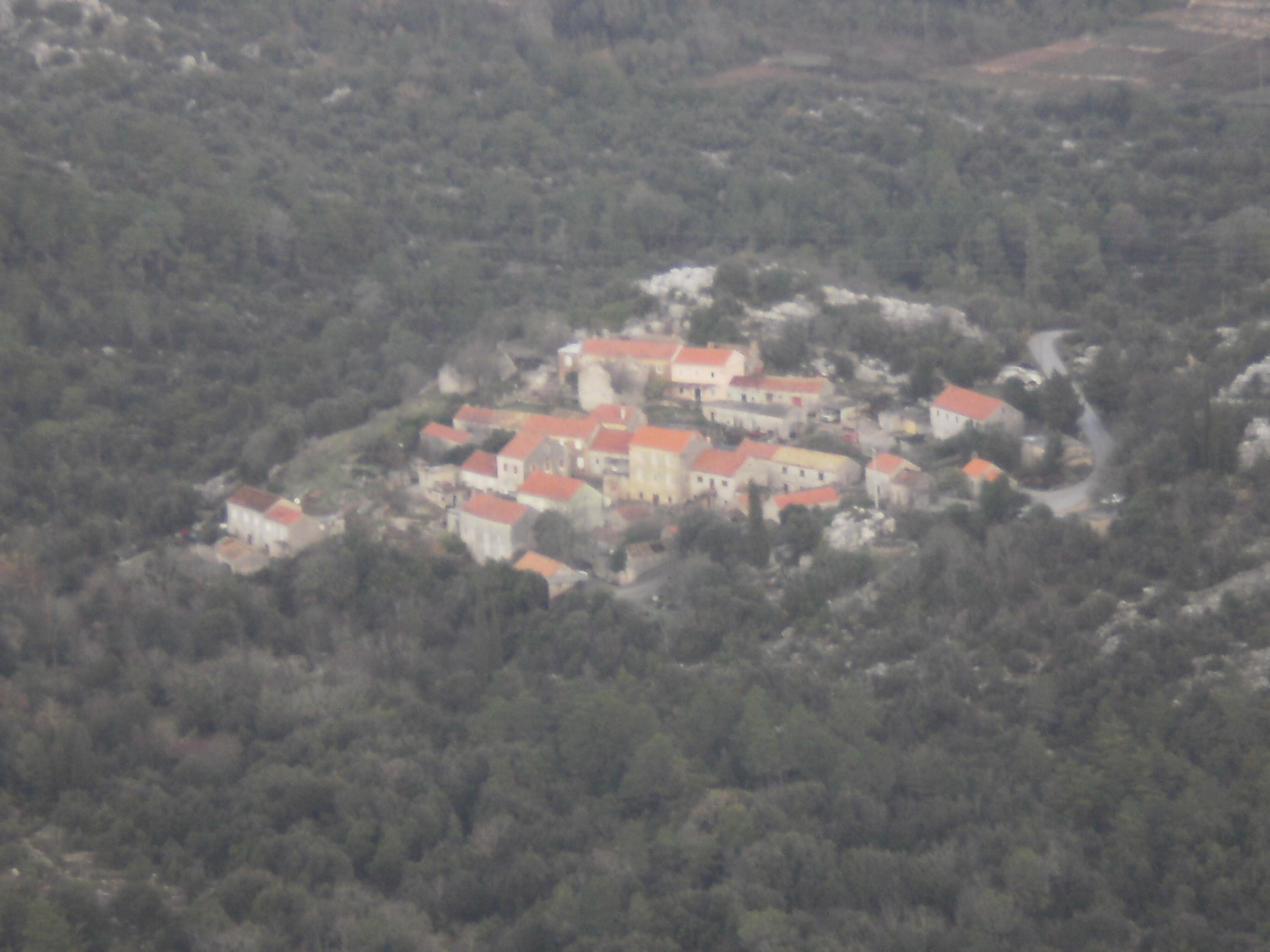
Zakamenje
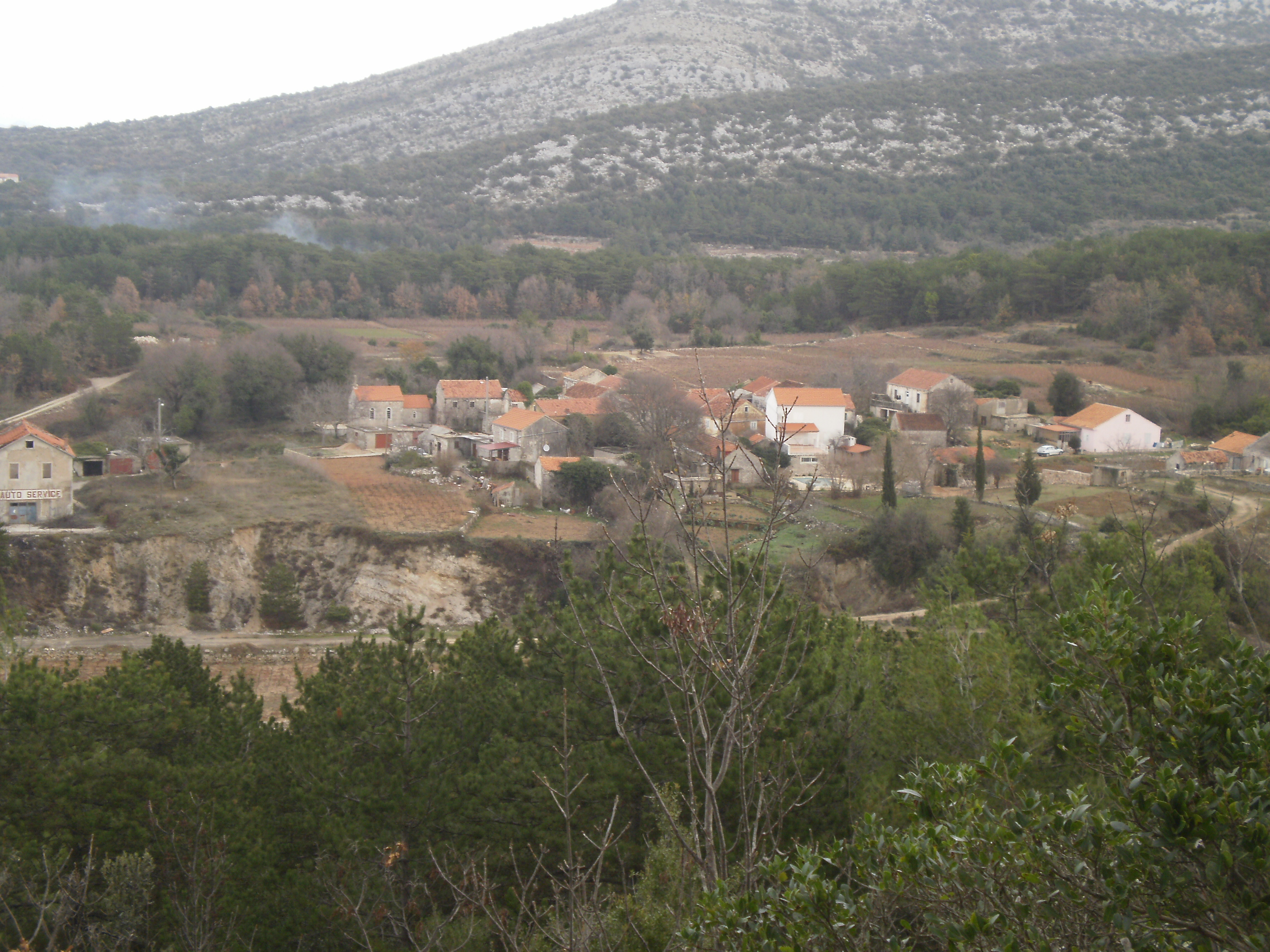
Županje Selo
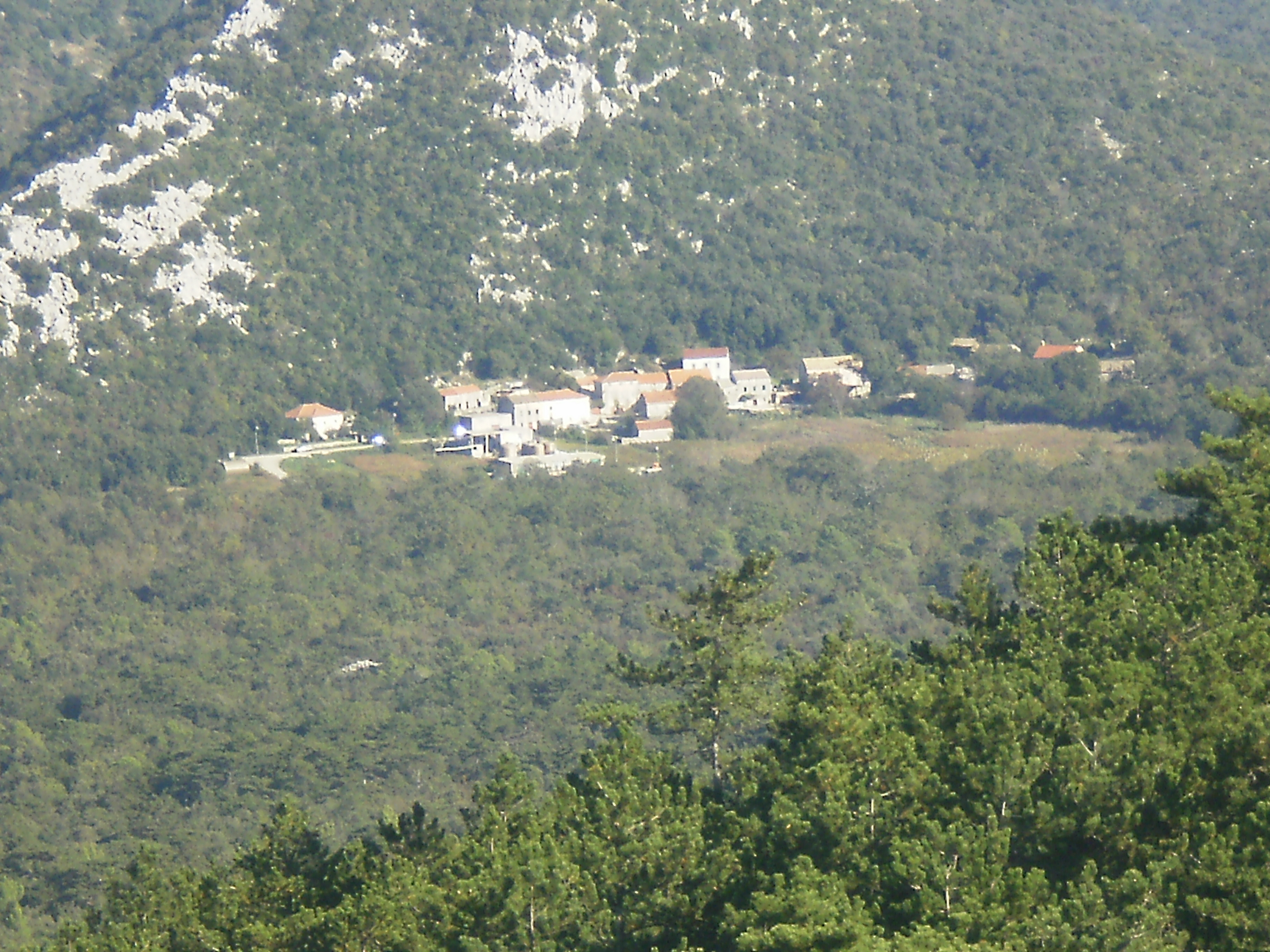
Zakotorac
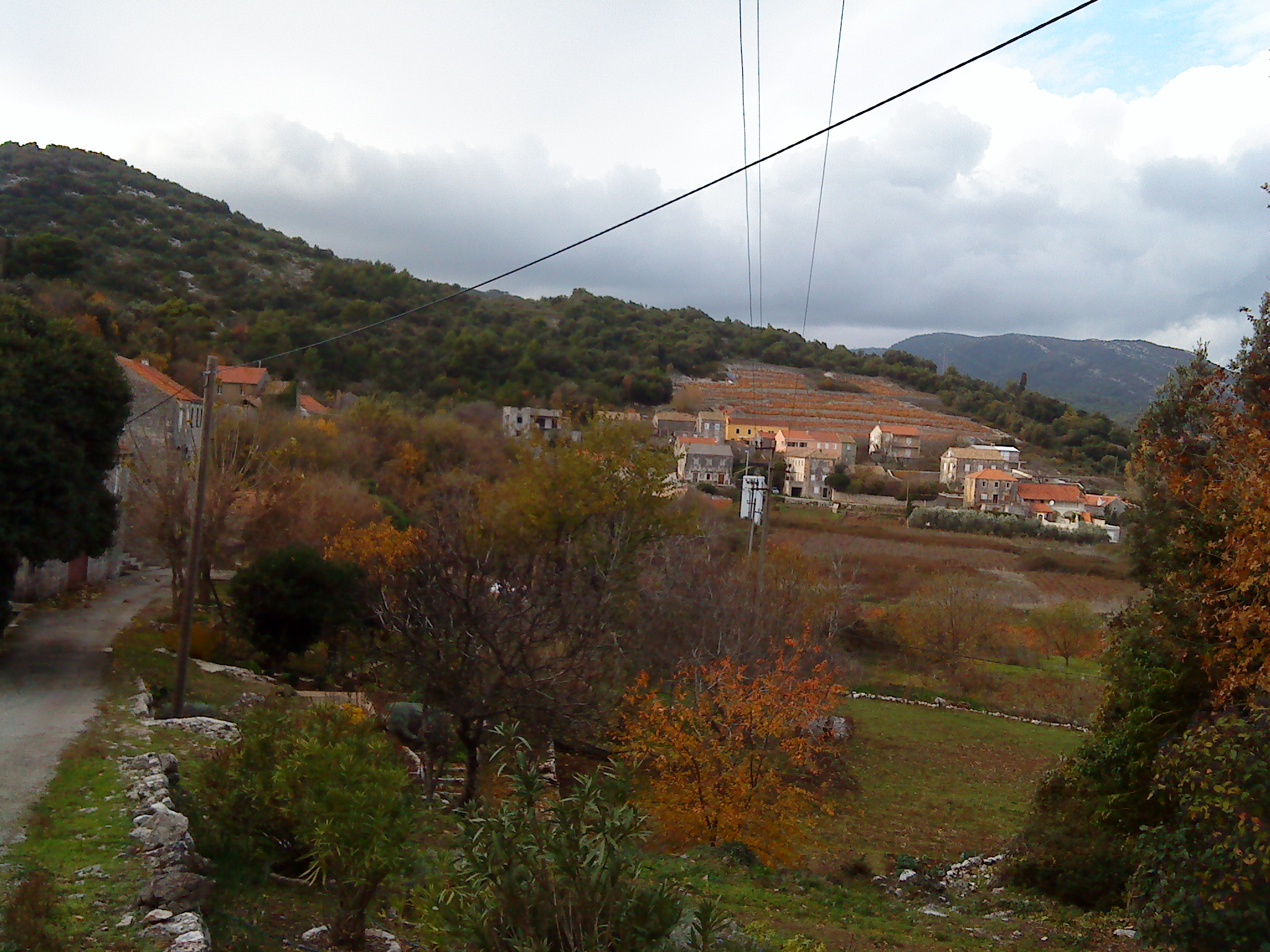
Zakotorac
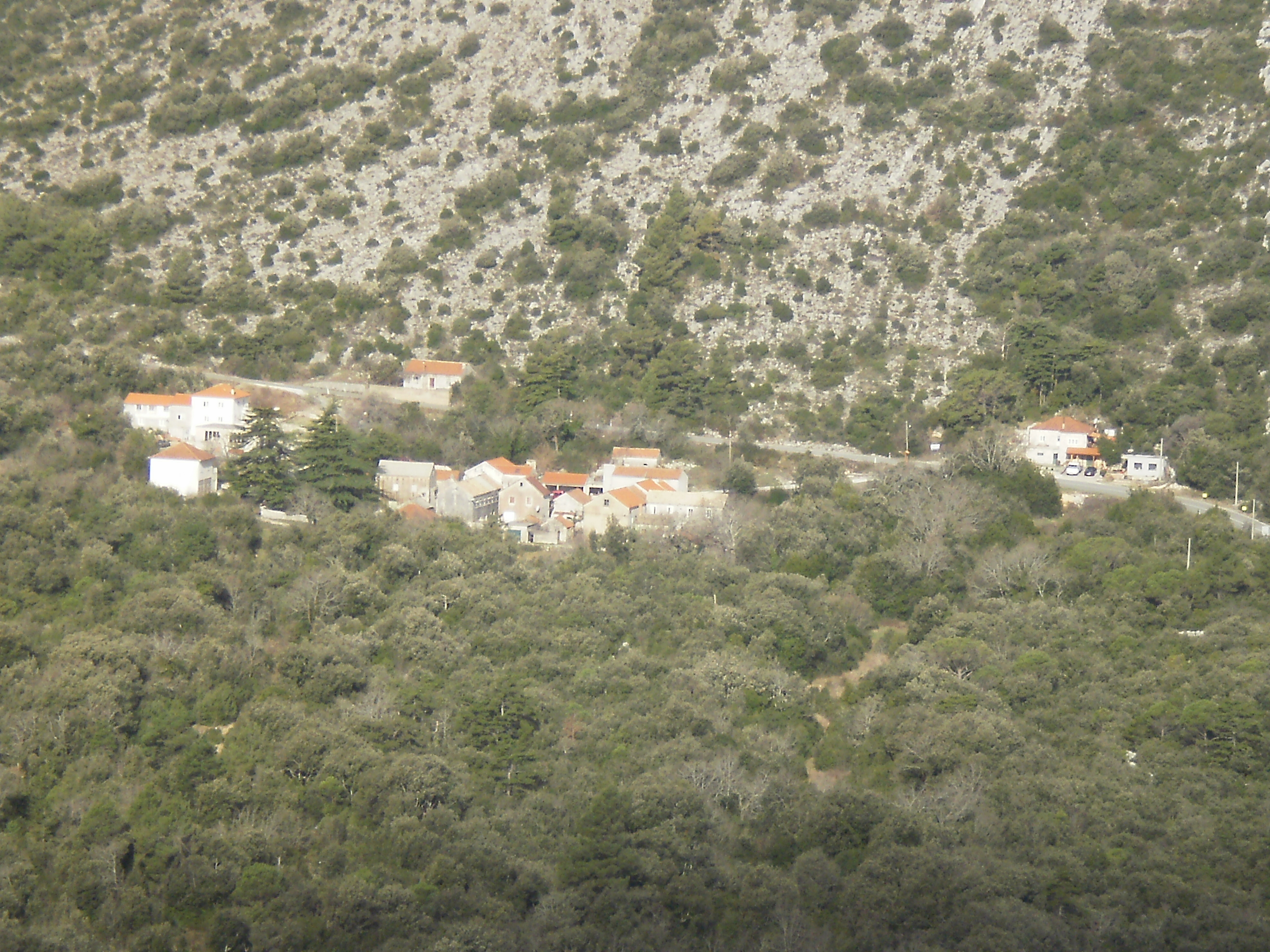
Golubinica
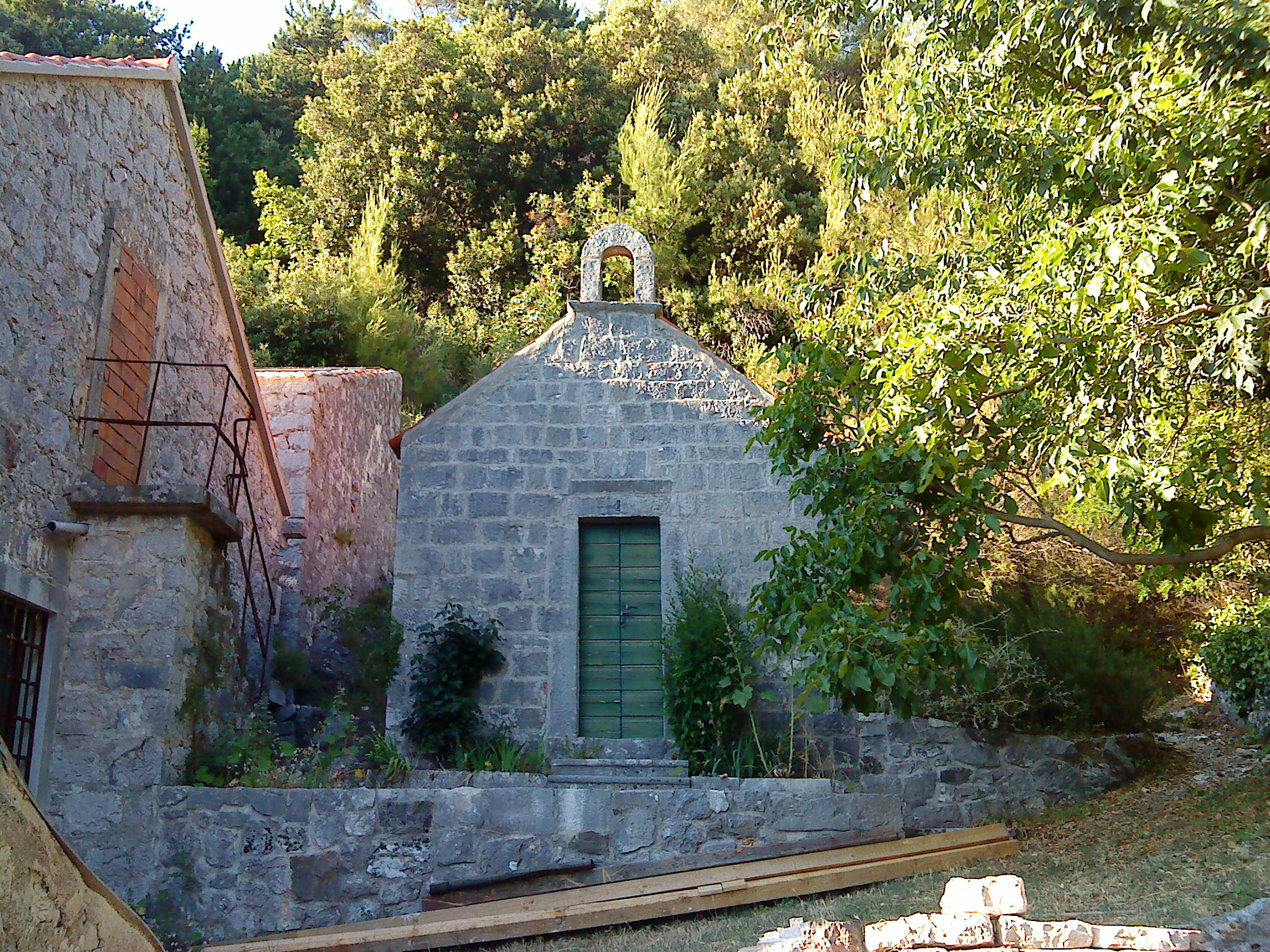
Kaple sv. Blažeje, Košarni Do
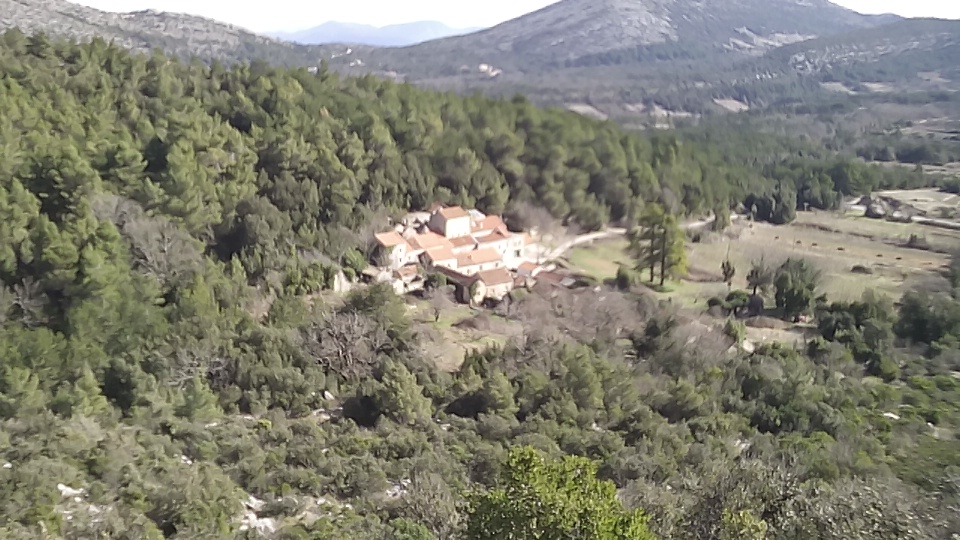
Košarni Do
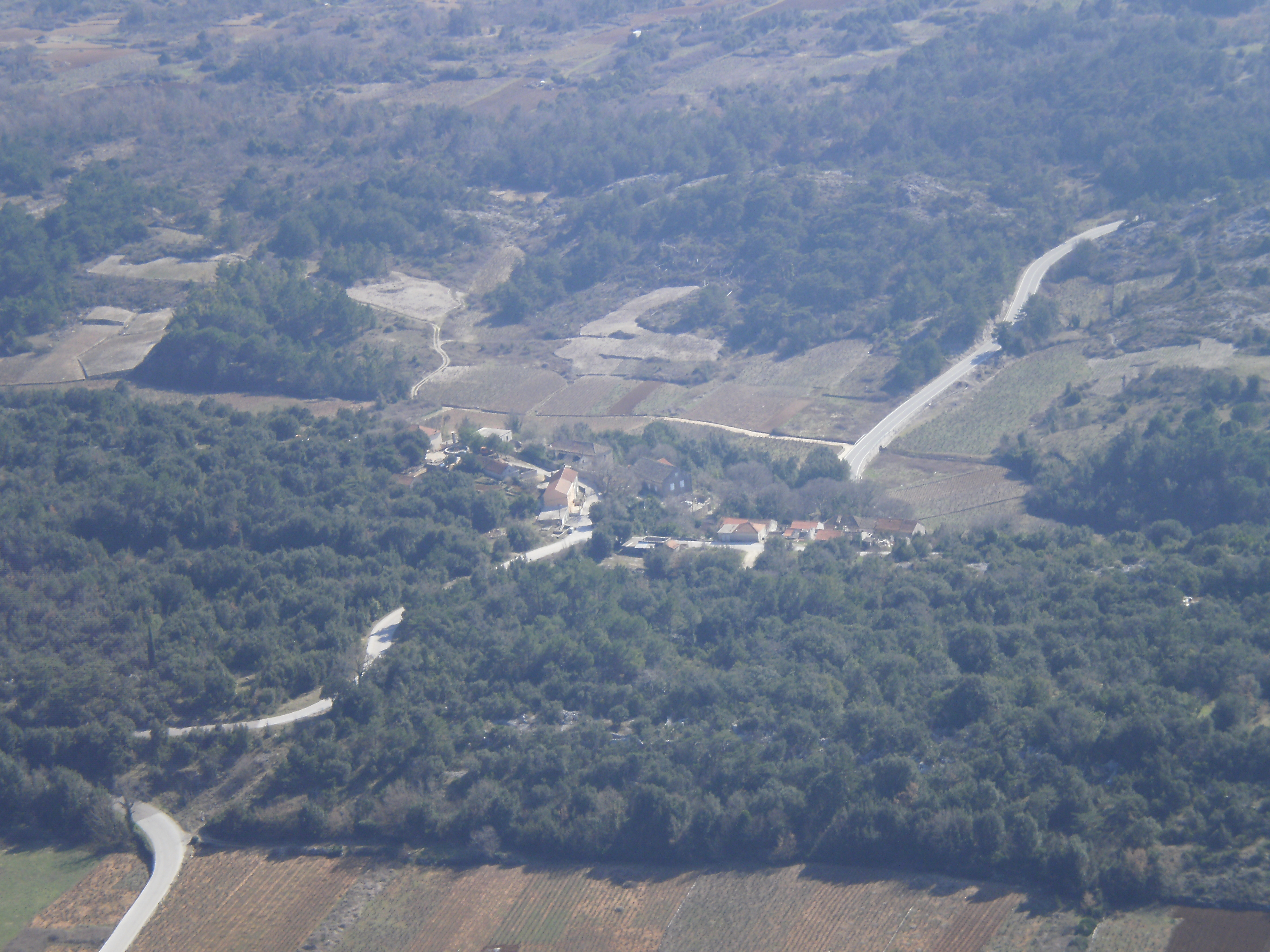
Zagruda